# Генерал
Генера́л (нем. General, от лат. generālis — общий):
1. Офицерский чин.
2. Высший разряд воинских званий, стоящий ниже генералиссимуса.
3. Персональное воинское звание (иногда говорят «полный генерал» или «четырёхзвёздный генерал»; в современной советско-российской системе воинских званий званию «полного генерала» соответствует звание «генерал армии») в вооружённых силах Российской Империи, англоязычных и многих других стран. Генеральские звания в Красной Армии были введены 07.05.1940 указом Президиума Верховного Совета СССР «Об установлении воинских званий высшего командного состава Красной Армии». В наши дни является высшим воинским званием.
4. Генералами также называют глав некоторых монашеских и духовных орденов.

## Системы генеральских званий
Русская система
Во второй половине XVII века существовали следующие генеральские чины:
1. Генерал
2. Генерал-поручик
3. Генерал-майор

После реформ Петра I:
1. генерал-фельдмаршал
2. Генерал рода войск, затем генерал-аншеф, затем в конце XVIII века Павел I вернул чин генералов родов войск (генерал от инфантерии, генерал от кавалерии, генерал от артиллерии, инженер-генерал, генерал по адмиралтейству, генерал морской артиллерии).
3. генерал-поручик или генерал-лейтенант
4. генерал-майор

Образцы генеральских знаков, различие
 — погон полного генерала рода войск в 1904 году.
| чин                      | Русская императорская армия (РИА) | Русская императорская армия (РИА)       | Русская императорская армия (РИА) | Русская императорская армия (РИА)                              | Русская императорская армия (РИА)                              | Русская императорская армия (РИА)       | Русская императорская армия (РИА)       |
| погон                    |                                   |                                         |                                   |                                                                |                                                                |                                         |                                         |
| эполет                   |                                   |                                         |                                   |                                                                |                                                                |                                         |                                         |
|                          | Генерал-фельдмаршал               | Генерал от кавалерии и генерал-адъютант | Генерал рода войск                | Генерал-лейтенант и Генерал-адъютант в чине генерал-лейтенанта | Генерал-лейтенант и Генерал-адъютант в чине генерал-лейтенанта | Генерал-майор и Свиты ЕИВ генерал-майор | Генерал-майор и Свиты ЕИВ генерал-майор |
| Класс по Табели о рангах | K1                                | K2                                      |                                   | K3                                                             | K3                                                             | K4                                      | K4                                      |

Советско-российская система генеральских званий
В СССР введена в 1940 году:
1. Маршал Российской Федерации (ранее: Маршал Советского Союза)
2. Генерал армии
3. Генерал-полковник
4. Генерал-лейтенант
5. Генерал-майор

Англосаксонская система генеральских званий
1. Фельдмаршал
2. Полный генерал
3. Генерал-лейтенант
4. Генерал-майор
5. Бригадный генерал

Французская система генеральских званий
Французская система генеральских званий сложилась во времена Людовика XIV:
1. Маршал Франции
2. Генерал-лейтенант
3. Маршал лагеря

В годы Великой Французской революции она претерпела значительные изменения (звание Маршала Франции было упразднено, маршал лагеря стал именоваться бригадным генералом, генерал-лейтенант — дивизионным). После провозглашения Империи и восстановления звания Маршала Франции (1804) эпоху наполеоновских войн французская армия встретила со следующими генеральскими званиями:
1. Маршал Франции
2. Дивизионный генерал
3. Бригадный генерал

Позже эта система неоднократно менялась, пока в 1936 году, когда появился Декрет о разделении категории дивизионных генералов на три разряда, не приобрела современный вид:
1. Маршал Франции
2. Армейский генерал
3. Корпусной генерал
4. Дивизионный генерал
5. Бригадный генерал

Испанская система генеральских званий
1. Генерал-капитан (либо маршал)
2. (полный) Генерал
3. Генерал-лейтенант
4. Дивизионный генерал
5. Бригадный генерал

Объяснение системы генеральских званий
1. Генерал армады или командир группы армий — генералиссимус (фельдмаршал)
2. Генерал армии или командир армейский — генерал-капитан (генерал-полковник)
3. Генерал корпуса или командир корпусной — генерал-лейтенант (генерал-подполковник)
4. Генерал дивизии или командир дивизионный — генерал-сержант (генерал-майор)
5. Генерал бригады или командир бригадный — генерал-капрал (генерал-бригадир)
6. Старший полковник или командир сдвоенного полка — полубригады (почти генерал)

## История
Впервые чин генерала появился во Франции в виде приставки к другим чинам (capitaine-generale, colonel-general). С XVI века использовался во Франции как особый чин.
Позже это звание заимствовали в Священной Римской империи германской нации. Во время Тринадцатилетней войны с турками генерал выступал в качестве главнокомандующего армией (Generalfeldoberst). Ему подчинялись генерал-лейтенант и фельдмаршал. В начале XVII века, когда в качестве главнокомандующего выступили сами императоры, высшим воинским званием в Империи стало звание генерал-лейтенанта (генералиссимуса). Таким образом, звание полного генерала в Германии больше не использовалось.
В ходе Тридцатилетней войны (1618—1648) в Священной Римской империи сформировалась следующая система генеральских званий (использовалась в Австрийской и Австро-Венгерской империи до 1918 года):
1. Фельдмаршал
2. Фельдцейхмейстер
3. Фельдмаршал-лейтенант
4. Генерал-фельдвахтмейстер (позже генерал-майор)

Другие германские государства (Бранденбург-Пруссия, Саксония, Бавария, Ганновер) использовали иную систему:
1. Генерал-фельдмаршал или фельдмаршал
2. Генерал рода войск
3. Генерал-лейтенант
4. Генерал-майор

В конце XVII века — начале XVIII века некоторые германские государства использовали звание генерал-аншефа.
В XIX веке появилось звание генерал-полковник — выше генерала рода войск и ниже генерал-фельдмаршала.

### В России
В России впервые звание генерала упоминается в 1654 году: оно было пожаловано А. Лесли за возвращение Смоленска.
Звание генерала («полного генерала») в допетровской России присваивалось высшему начальнику полков иноземного строя. Вскоре была сформирована система русских генеральских званий: генерал — генерал-поручик — генерал-майор.
В XVII веке звание генерала в России носили:
- А. И. Лесли (1654)
- Т. Далейль (1663)
- Н. Бауман (1668)
- В. А. Змеев (1677)
- А. А. Шепелев (1679)
- М. О. Кровков (1679)
- Г. И. Косагов (1680)
- П. Гордон (1687)
- А. Ф. Траурнихт (1689)
- Ф. Лефорт (1693)

Параллельно в русской армии существовала собственная система воинских званий (воевода и другие), при этом все генералы-иностранцы находились в подчинении русских воевод.
При царе Фёдоре Алексеевиче появилось звание думный генерал для полного генерала русского происхождения, допущенного к заседанию Боярской думы.
Пётр I ввёл звание генерал-фельдмаршала, генералов родов войск (генерал-фельдцейхмейстер, генерал от инфантерии, генерал от кавалерии), а также генерал-аншефа (позже звание генерал-аншефа стало синонимом «полного генерала», пока в 1796 году император Павел I не заменил его званием генерала рода войск). Чины этих лиц были определены в 1722 году Табелью о рангах, неоднократно впоследствии дополнявшейся и изменявшейся.
Кроме того, Пётр I ввёл многочисленные должности с приставкой «генерал»: генерал-кригскомиссар, генерал-квартирмейстер, генерал-вагенмейстер, генерал-аудитор и другие.
В начале XX века в вооружённых силах России званию полного генерала соответствовали чины генерал от инфантерии, от кавалерии, от артиллерии, а также инженер-генерал.
Октябрьская революция 1917 года упразднила чины и титулы, в том числе чин генерала.

### Генеральские звания в СССР
В вооружённых силах СССР генеральские воинские звания были введены Указом Президиума Верховного Совета СССР от 7 мая 1940 года. В записке (проекте) К. Е. Ворошилова от 17 марта 1940 года он предлагал вернуться к системе генеральских званий Русской Императорской армии. В том числе он предлагал в качестве аналогов званий командармов 1-го и 2-го ранга ввести звания генералов «1-го, 2-го и 3-го ранга» по родам войск: кавалерии, артиллерии, бронетанковых войск, инженерных войск, авиации, инженерной и санитарной служб. Для общевойсковых (пехотных) генералов предлагались утверждённые впоследствии звания от генерала армии до генерал-майора.
Проект Ворошилова не удовлетворил Сталина, и он поручил разработку этого вопроса комиссии в составе Е. А. Щаденко, Л. З. Мехлиса, С. М. Будённого, С. К. Тимошенко, Я. В. Смушкевича, Д. Г. Павлова, Н. Н. Воронова и И. В. Смородинова без участия Ворошилова.
Согласно Уставу ВС современной России генерал относится к высшему офицерскому составу.
Для корабельного состава ВМФ введены воинские звания контр-адмирал, вице-адмирал, адмирал, адмирал флота, что соответствует общевойсковым званиям генерал-майор, генерал-лейтенант, генерал-полковник, генерал армии. В СССР в ВВС, артиллерии, танковых, инженерных войсках и войсках связи воинскому званию генерал армии соответствовало воинское звание маршал рода войск (специальных войск).
В соответствии с Законом Союза ССР от 12 октября 1967 г. О ВСЕОБЩЕЙ ВОИНСКОЙ ОБЯЗАННОСТИ воинские звания высшего офицерского состава присваивались:
— генералов (генерал-майор, генерал-лейтенант, генерал-полковник) и адмиралов (контр-адмирал, вице-адмирал, адмирал) — Советом Министров СССР;
— генералов армии, маршалов родов войск, адмиралов флота, главных маршалов родов войск, адмиралов флота Советского Союза, маршалов Советского Союза, Генералиссимуса Советского Союза — Президиумом Верховного Совета СССР.

## Звание в других странах мира
Звание генерала существует в вооружённых силах большинства стран мира. 

Так, например, в армии США приняты звания: бригадный генерал, генерал-майор, генерал-лейтенант, генерал, генерал армии, генерал армий;

во Франции — бригадный генерал, дивизионный генерал, корпусной генерал, армейский генерал; 

в Эстонии — бригадный генерал, генерал-майор, генерал-лейтенант, генерал.
В Мьянме существует два звания так называемых «полных» генералов — Vice-Senior general (Du Bo Gyoke Hmy Gyi) и Senior general (Bo Gyoke Hmy Gyi).

### Германия
В современной Германии в бундесвере генерал — четвёртое по старшинству (после бригадного генерала, генерал-майора и генерал-лейтенанта) и самое высшее воинское звание.
Присвоено следующим лицам:
Генералы (Сухопутные войска)
1. 1957 — Адольф Хойзингер (1897—1982)
2. 1957 — Ханс Шпайдель (1897—1984)
3. 1961 — Фридрих Фёрч (1900—1976)
4. 1963 — граф Иоганн Адольф фон Кильмансег (1906—2006)
5. 1964 — Генрих Треттнер (1907—2006)
6. 1966 — Ульрих де Мезьер (1912—2006)
7. 1968 — Юрген Бенеке (1912—2002)
8. 1973 — Эрнст Фербер (1914—1998)
9. 1975 — Карл Шнель (1916—2008)
10. 1977 — Франц-Йозеф Шульце (1918—2005)
11. 1978 — Юрген Брандт (1922—2003)
12. 1978 — Герд Шмюкле (1917—2013)
13. 1979 — Фердинанд фон Зенгер унд Эттерлин (1923—1987)
14. 1982 — Гюнтер Кисслинг (1925—2009)
15. 1983 — Вольфганг Альтенбург (р. 1928)
16. 1983 — Леопольд Чалупа (р. 1927)
17. 1984 — Ханс-Иоахим Мак (1928—2008)
18. 1987 — Ханс-Хеннинг фон Зандрарт (1933—2013)
19. 1990 — Дитер Клаус (р. 1934)
20. 1991 — Клаус Науман (р. 1939)
21. 1991 — Хеннинг фон Ондарца (р. 1933)
22. 1993 — Петер Генрих Карстенс (р. 1937)
23. 1994 — Хельге Хансен (р. 1936)
24. 1996 — Хартмут Баггер (р. 1938)
25. 1996 — Дитер Штокман (р. 1941)
26. 1998 — Клаус Рейнхардт (р. 1941)
27. 1998 — Иоахим Шпиринг (р. 1940)
28. 1999 — Ханс-Петер фон Кирхбах (р. 1941)
29. 2002 — Вольфганг Шнайдеран (р. 1946)
30. 2004 — Райнер Шувирт (р. 1945)
31. 2007 — Карл-Хайнц Латер (р. 1948)
32. 2007 — Эгон Раммс (р. 1948)
33. 2010 — Фолькер Викер (р. 1954)
34. 2010 — Вольф-Дитер Лангхельд (р. 1950)
35. 2012 — Ханс-Лотар Домроус (р. 1952)
36. 2012 — Вернер Фрирс (р. 1954)
37. 2017 — Маркус Кнейп (р. 1956)
38. 2018 — Эберхард Цорн (р. 1960)

Генералы (Люфтваффе)
1. 1961 — Йозеф Каммхубер (1896—1986)
2. 1971 — Йоханнес Штейнхоф (1913—1994)
3. 1976 — Харальд Вуст (1921—2010)
4. 1987 — Эберхард Эймлер (р. 1930)
5. 2000 — Харальд Куят (р. 1942)
6. 2004 — Герхард Бак (р. 1944)
7. 2010 — Манфред Ланге (р. 1950)

### Польша
В Польше с 2002 г. генерал — четвёртое по старшинству (после генерала бригады, генерала дивизии и генерала брони) и самое высшее воинское звание (ранее — генерал армии).
Присвоено следующим лицам:
1. 15 августа 2002 — Пёнтас Чеслав (р. 1946)
2. 3 мая 2006 — Гонгор Францишек (1951—2010)
3. 16 апреля 2010 (посмертно) — Бласик Анджей (1962—2010)
4. 16 апреля 2010 (посмертно) — Квятковский Бронислав (1950—2010)
5. 15 августа 2010 — Ценюх Мечислав (р. 1951)
6. 10 ноября 2010 — Бенек Мечислав (р. 1951)
7. 15 августа 2014 — Гоцул Мечислав (р. 1963)
8. 1 марта 2018 — Суравский Лешек (р. 1960)
9. 12 ноября 2019 — Анджейчак Раймунд (р. 1967)
10. 12 ноября 2019 — Мика Ярослав (р. 1962)

### Сербия
В современной Сербии генерал — четвёртое по старшинству (после бригадного генерала, генерал-майора и генерал-подполковника) и самое высшее воинское звание.
Присвоено следующим лицам:
1. 2011 — Милетич Милоје (р. 1953)
2. 2013 — Дикович Любиша (р. 1960)
3. 2019 — Мойсилович Милан (р. 1967)

### Словакия
В Словакии с 2002 г. генерал — четвёртое по старшинству (после бригадного генерала, генерал-майора и генерал-поручика) и самое высшее воинское звание (ранее — генерал армии).
Присвоено следующим лицам:
1. 2003 — Церовский Милан (р. 1949)
2. 2004 (посмертно) — Штефаник Милан Растислав (1880—1919)
3. 2007 — Булик Любомир (р. 1957)

### Украина
В Украине с июня 2020 года введено звание «генерал» как высшее воинское звание в Вооруженных силах Украины, которое соответствует званию «адмирал» в Военно-морских силах Украины.
По состоянию на 2024 г. было присвоено 2 военнослужащим, в том числе следующим лицам:
1. 2022 — Залужный Валерий Фёдорович (р. 1973)
2. 2024 — Сырский Александр Станиславович (р. 1965)[9]

### Финляндия
В Финляндии генерал — четвёртое по старшинству (после бригадного генерала, генерал-майора, генерал-лейтенанта) и самое высшее воинское звание в армии (до 1990-х гг., когда было введено звание бригадного генерала, — третье по старшинству). Соответствует званию адмирала на флоте.
Ранее в Финляндии, наряду со званием генерала, присваивались звания генерала с указанием рода войск (от инфантерии, кавалерии, артиллерии). Для К. Г. Маннергейма учреждались более высокие воинские звания фельдмаршала и Маршала Финляндии.
Звание генерала присвоено:
1. 1927 — Левстрем Эрнст (1865—1937), с 1928 г. — генерал от инфантерии
2. 1969 — Лейнонен Каарло (1914—1975)
3. 1974 — Сутела Лаури (1918—2011)
4. 1983 — Валтанен Яакко (р. 1925)
5. 1992 — Валве Вайно (1895—1995)
6. 1994 — Паюнен Аймо (1931—2013)
7. 1994 — Хагглунд Густав (р. 1938)
8. 1998 — Сииласвуо Энсио (1922—2003)
9. 2009 — Пухелойнен Ари (р. 1951)

Звание генерала от инфантерии присвоено:
1. 1918 — Лангхофф Август (1856—1929)[10]
2. 1928 — Ветцер Мартин (1868—1954)
3. 1928 — Вилкама Карл (1876—1947)
4. 1928 — Левстрем Эрнст (1865—1937)
5. 1941 — Хейнрикс Эрик (1890—1965)
6. 1942 — Вальден Рудольф (1878—1946)
7. 1946 — Сихво Аарне (1889—1963)
8. 1948 — Лаатикайнен Тааветти (1886—1954)
9. 1953 — Хейсканен Каарло (1894—1962)
10. 1955 — Олениус Ойва (1890—1968)
11. 1955 — Сундман Алонзо (1895—1960)
12. 1955 — Тапола Кустаа (1895—1971)
13. 1959 — Симелиус Сакари (1900—1985)
14. 1966 — Талвела Пааво (1897—1973)
15. 1968 — Кейнонен Юрьё (1912—1977)
16. 1980 — Эрнрот Адольф (1905—2004)
17. 1982 — Мартола Армас-Эйно (1896—1986)

Звание генерала от кавалерии присвоено:
1. 1918 — Маннергейм Карл Густав (1867—1951), с 1933 г. — фельдмаршал, с 1942 г. — Маршал Финляндии
2. 1940 — Линдер Эрнст (1868—1943)

Звание генерала от артиллерии получил в 1941 г. Ненонен Вилхо (1883—1960)

### Эстония
В Эстонии генерал — четвёртое по старшинству (после бригадного генерала, генерал-майора, генерал-лейтенанта) и самое высшее воинское звание в армии.
Присвоено следующим лицам:
1. 1995 — Эйнселн, Александер (1931—2017)
2. 2011 — Лаанеотс, Антс (р. 1948)
3. 2017 — Террас, Рихо (р. 1967)

### Япония
В Японской империи и современной Японии генерал — третье по старшинству высшее воинское звание в армии (после генерал-майора и генерал-лейтенанта). Соответствует званию адмирала на флоте. В современной Японии присваивается исключительно начальникам штабов Сухопутных сил самообороны Японии и Воздушных сил самообороны Японии по должности.
Присвоено следующим лицам:
Список генералов Японской империи:
1. 1873 — Сайго Такамори (1828—1877), в 1872—1873 гг. — маршал
2. 1877 — Арисугава Тарухито (1835—1895)
3. 1890 — Комацу Акихито (1846—1903), с 1898 г. — маршал
4. 1890 — Ямагата Аритомо (1838—1922), с 1898 г. — маршал
5. 1891 — Ояма Ивао (1842—1916), с 1898 г. — маршал
6. 1895 (посмертно) — Китасиракава Ёсихиса (1847—1895)
7. 1895 — Нодзу Митицура (1841—1908), с 1906 г. — маршал
8. 1898 — Каваками Сороку (1848—1899)
9. 1898 — Кацура Таро (1848—1913)
10. 1898 — Сакума Самата (1844—1915)
11. 1903 — Куроки Тамэмото (1844—1923)
12. 1903 — Оку Ясуката (1847—1930), с 1911 г. — маршал
13. 1904 — Кодама Гэнтаро (1852—1906)
14. 1904 — Ниси Кандзиро (1846—1912)
15. 1904 — Ноги Марэсукэ (1849—1912)
16. 1904 — Оказава Куваси (1844—1908)
17. 1904 — Фусими Саданару (1858—1923), с 1914 г. — маршал
18. 1904 — Хасэгава Ёсимити (1850—1924), с 1914 г. — маршал
19. 1904 (посмертно) — Ямагути Мотооми (1846—1904)
20. 1905 — Кавамура Кагэаки (1850—1926), с 1914 г. — маршал
21. 1905 — Огава Матадзи (1848—1909)
22. 1905 — Осима Ёсимаса (1850—1926)
23. 1906 — Осако Наотоси (1844—1927)
24. 1906 — Осима Хисанао (1848—1928)
25. 1906 — Тацуми Наофуми (1845—1907)
26. 1906 — Тэраути Масатакэ (1852—1919), с 1916 г. — маршал
27. 1908 — Иноуэ Хикару (1851—1908)
28. 1908 — Окубо Харуно (1846—1915)
29. 1910 — Цутия Мицухару (1848—1920)
30. 1911 — Самэдзима Сигэо (1849—1928)
31. 1912 — Асада Нобуоки (1851—1927)
32. 1912 — Канин Котохито (1865—1945), с 1919 г. — маршал
33. 1912 — Уэда Арисава (1850—1921)
34. 1914 — Фукусима Ясумаса (1852—1919)
35. 1915 — Андо Тэйби (1853—1932)
36. 1915 — Итинохэ Хёэ (1855—1931)
37. 1915 — Накамура Сатору (1854—1925)
38. 1915 — Утияма Кодзиро (1859—1945)
39. 1915 — Уэхара Юсаку (1856—1933), с 1922 г. — маршал
40. 1916 — Акияма Ёсифуру (1859—1930)
41. 1916 — Игути Сёго (1855—1925)
42. 1916 — Камио Мицуоми (1855—1927)
43. 1916 — Осако Наомити (1854—1934)
44. 1916 — Отани Кикудзо (1856—1923)
45. 1918 — Акаси Мотодзиро (1864—1919)
46. 1918 — Мацукава Тоситанэ (1859—1928)
47. 1918 — Нитахара Сигэюки (1862—1925)
48. 1918 — Хонго Фусатаро (1860—1931)
49. 1919 — Ои Сигэмото (1863—1951)
50. 1919 — Сиба Горо (1860—1945)
51. 1919 — Симакава Бунхатиро (1864—1921)
52. 1919 — Уцуномия Таро (1861—1922)
53. 1919 — Юи Мицуэ (1860—1925)
54. 1920 — Оба Дзиро (1864—1935)
55. 1920 — Татибана Коитиро (1861—1929)
56. 1921 — Каваи Мисао (1864—1941)
57. 1921 — Танака Гиити (1864—1929)
58. 1921 — Фукуда Масатаро (1866—1932)
59. 1921 — Яманаси Хандзо (1864—1944)
60. 1922 — Матида Кэйу (1865—1939)
61. 1922 — Оно Минобу (1865—1946)
62. 1923 — Кикути Синносукэ (1866—1927)
63. 1923 — Куни Куниёси (1873—1929), с 1929 г. — маршал (посмертно)
64. 1923 — Насимото Моримаса (1874—1951), с 1932 г. — маршал
65. 1924 — Нара Такэдзи (1868—1962)
66. 1924 — Судзуки Сороку (1865—1940)
67. 1924 — Танака Котаро (1864—1938)
68. 1925 — Канно Сёити (1871—1953)
69. 1925 — Сиракава Ёсинори (1869—1932)
70. 1925 — Угаки Кадзусигэ (1868—1956)
71. 1926 — Мориока Морисигэ (1869—1945)
72. 1926 — Муто Нобуёси (1868—1933), с 1933 г. — маршал
73. 1927 — Иноуэ Икутаро (1872—1965)
74. 1927 — Судзуки Такао (1869—1964)
75. 1928 — Исомура Тоси (1872—1961)
76. 1928 — Каная Хандзо (1873—1933)
77. 1928 — Танака Кунисигэ (1870—1941)
78. 1929 — Кисимото Сикатаро (1869—1942)
79. 1929 — Хисикари Такаси (1871—1952)
80. 1930 — Ёсида Тоёхико (1873—1951)
81. 1930 — Минами Дзиро (1874—1955)
82. 1930 — Хата Эйтаро (1872—1930)
83. 1931 — Ватанабэ Ётаро (1874—1936)
84. 1931 — Огата Сёити (1875—1960)
85. 1932 — Хаяси Сэндзюро (1876—1943)
86. 1933 — Абэ Нобуюки (1875—1953)
87. 1933 — Араки Садао (1877—1966)
88. 1933 — Масаки Дзиндзабуро (1876—1956)
89. 1933 — Мацуи Иванэ (1878—1948)
90. 1933 — Мацуки Наосукэ (1876—1940)
91. 1933 — Хондзё Сигэру (1876—1945)
92. 1934 — Кавасима Ёсиюки (1878—1945)
93. 1934 — Ниси Ёсикадзу (1878—1941)
94. 1934 — Уэда Кэнкити (1875—1962)
95. 1934 — Хаяси Нариюки (1877—1944)
96. 1935 — Тэраути Хисаити (1879—1946), с 1943 г. — маршал
97. 1936 — Кисимото Аяо (1879—1946)
98. 1936 — Сугияма Хадзимэ (1880—1945), с 1943 г. — маршал
99. 1937 — Койсо Куниаки (1880—1950)
100. 1937 — Хата Сюнроку (1879—1962), с 1944 г. — маршал
101. 1938 — Накамура Котаро (1881—1947)
102. 1939 — Асака Ясухико (1887—1981)
103. 1939 — Нисио Тосидзо (1881—1960)
104. 1939 — Фурусё Мотоо (1882—1940)
105. 1939 — Хигасикуни Нарухико (1887—1990)
106. 1940 — Умэдзу Ёсидзиро (1882—1949)
107. 1940 — Хасунума Сигэру (1883—1954)
108. 1940 — Ямада Отодзо (1881—1965)
109. 1941 — Доихара Кэндзи (1883—1948)
110. 1941 — Итагаки Сэйсиро (1885—1948)
111. 1941 — Окамура Ясудзи (1884—1966)
112. 1941 — Тада Хаяо (1882—1948)
113. 1941 — Тодзио Хидэки (1884—1948)
114. 1942 (посмертно) — Маэда Тосинари (1885—1942)
115. 1942 — Усироку Дзюн (1884—1973)
116. 1942 (посмертно) — Цукада Осаму (1886—1942)
117. 1943 — Анами Корэтика (1887—1945)
118. 1943 — Имамура Хитоси (1886—1968)
119. 1943 — Окабэ Наосабуро (1887—1946)
120. 1943 — Танака Сидзуити (1887—1945)
121. 1943 (посмертно) — Томинага Нобумаса (1888—1943)
122. 1943 — Фудзиэ Кэйсукэ (1885—1969)
123. 1943 — Ямасита Томоюки (1885—1946)
124. 1944 — Андо Рикити (1884—1946)
125. 1944 (посмертно) — Обата Хидэёси (1890—1944)
126. 1944 — Ямаваки Масатака (1886—1974)
127. 1945 — Ёсимото Тэйити (1887—1945)
128. 1945 — Кавабэ Масакадзу (1886—1965)
129. 1945 — Кимура Хэйтаро (1888—1948)
130. 1945 — Кита Сэйити (1886—1947)
131. 1945 — Курибаяси Тадамити (1891—1945)
132. 1945 — Симомура Садаму (1887—1968)
133. 1945 (посмертно) — Судзуки Сосаку (1891—1945)
134. 1945 (посмертно) — Усидзима Мицуру (1887—1945)

Список генералов (начальников штаба Сухопутных сил самообороны Японии):
1. 1954 — Кейдзо Хаяси (1907—1991)
2. 1954 — Цуцуи Такэо (1902—1968)
3. 1957 — Сугияма Сигэру (1902—1982)
4. 1960 — Сугита Итидзи (1904—1993)
5. 1962 — Омори Хироси (1908—2002)
6. 1965 — Амано Ёсихидэ (1910—2001)
7. 1966 — Ёсиэ Сэйити (1904—2000)
8. 1968 — Ямада Масао (1913—2006)
9. 1970 — Кинугаса Хаяо (1915—2007)
10. 1971 — Накамура Рюхэй (1916—2008)
11. 1973 — Магари Тосиро (1917—2012)
12. 1974 — Миёси Хидэо (1920—2014)
13. 1976 — Курису Хирооми (1920—2004)
14. 1977 — Такасина Такэхико (1921—2004)
15. 1978 — Нагано Сигэто (1922—2010)
16. 1980 — Судзуки Тосимити (1924—2008)
17. 1981 — Мураи Сумио (р. 1925)
18. 1983 — Ватанабэ Кэйтаро (1927—1997)
19. 1984 — Накамура Морио (1926—1995)
20. 1986 — Исии Масао (1931—2007)
21. 1987 — Тэрасима Тайдзо (р. 1933)
22. 1990 — Сима Ацуси (р. 1934)
23. 1992 — Нисимото Тэцуя (р. 1936)
24. 1993 — Томидзава Акира (р. 1938)
25. 1995 — Ватанабэ Нобутоси (р. 1939)
26. 1997 — Фудзинава Юдзи (р. 1941)
27. 1999 — Исодзима Цунэо (р. 1941)
28. 2001 — Накатани Масахиро (р. 1943)
29. 2002 — Массаки Хадзимэ (р. 1944)
30. 2004 — Мори Цутому (р. 1947)
31. 2007 — Орики Рюити (р. 1950)
32. 2009 — Хибако Ёсифуми (р. 1951)
33. 2011 — Кимидзука Эйдзи (1952—2015)
34. 2013 — Ивата Киёфуми (р. 1957)
35. 2016 — Тосия Окабэ (р. 1959)
36. 2017 — Ямадзаки Кодзи (р. 1961)
37. 2019 — Юаса Горо (р. 1959)

Список генералов (начальников штаба Воздушных сил самообороны Японии):
1. 1954 — Уэмура Кэнтаро (1908—1981)
2. 1956 — Санаги Ацуси (1901—1990)
3. 1959 — Гэнда Минору (1904—1989)
4. 1962 — Мацуда Такэси (1906—1988)
5. 1964 — Ура Сигэру (1909—2001)
6. 1966 — Мута Хирокуни (1910—1987)
7. 1967 — Омуро Цутому (1912—2001)
8. 1969 — Огата Кэйсун (1913—1982)
9. 1971 — Уэда Ясухиро (1916—2013)
10. 1971 — Исикава Цураюки (1917—1994)
11. 1973 — Сиракава Мотохару (1918—2008)
12. 1974 — Цунода Ёситака (1919?—1988)
13. 1976 — Хирано Акира (1922—2009)
14. 1978 — Такэда Горо (р. 1921)
15. 1979 — Ямада Рёити (1923—2013)
16. 1981 — Наматамэ Осаму (1924—1999)
17. 1983 — Морисигэ Хироси (р. 1928)
18. 1986 — Омура Хитоси (р. 1930)
19. 1987 — Ёнекава Тадаёси (1932—2011)
20. 1990 — Судзуки Акио (р. 1933)
21. 1992 — Исидзука Исао (р. 1936)
22. 1994 — Сугияма Сигэру (р. 1938)
23. 1996 — Мураки Кодзи (р. 1940)
24. 1997 — Хираока Юдзи (р. 1939)
25. 1999 — Такэгоути Сиодзи (р. 1943)
26. 2001 — Тотакэ Икуо (р. 1943)
27. 2003 — Цумагари Ёсимицу (1946—2011)
28. 2005 — Ёсида Тадаси (р. 1948)
29. 2007 — Тамогами Тосио (р. 1948)
30. 2008 — Кэнитиро Хокадзоно (р. 1951)
31. 2010 — Ивасаки Сигэру (р. 1953)
32. 2012 — Катаока Харухико (р. 1952)
33. 2013 — Сайто Харукадзу (р. 1956)
34. 2015 — Ёсиюки Сугияма (р. 1958)
35. 2017 — Ёсинари Марумо (р. 1959)

## Религиозные организации
Ряд религиозных организаций, преимущественно христианских, возглавляются генералами. «Армия Спасения» (возникшая в Англии в девятнадцатом веке) имеет своим главой генерала. Генералами называются лица, возглавляющие католические монашеские ордена: например, генерал доминиканцев, генерал иезуитов и т. д.

## Знаки различия полного генерала в армиях разных стран
- Германия (ОФ-9):
арабеска, CB/BBC.
- Германия (ОФ-9),
погон СВ.
- Швеция, Сухопутные Войска.
- Армия Мексики, Сухопутные Силы.
- Королевские Сухопутные силы Нидерландов.
- Сухопутная Армия Италии.
- ВВС Эстонии.

## В искусстве
Песню «Как хорошо быть генералом» (муз. — Вадим Гамалия, сл. — Михаил Танич) исполнял Эдуард Хиль.